# Pita (labdarúgó)
Pita (Nilópolis, 1958. augusztus 4. –) brazil válogatott labdarúgó, edző. Eredeti neve Edvaldo Oliveira Chaves.

## Pályafutása

### Válogatottban
A brazil válogatottban 7 mérkőzést játszott.

## Statisztika
| Brazil válogatott | Brazil válogatott | Brazil válogatott |
| Időszak           | Mérk.             | gól               |
| ----------------- | ----------------- | ----------------- |
| 1980              | 2                 | 0                 |
| 1981              | 1                 | 0                 |
| 1982              | 0                 | 0                 |
| 1983              | 2                 | 0                 |
| 1984              | 0                 | 0                 |
| 1985              | 0                 | 0                 |
| 1986              | 0                 | 0                 |
| 1987              | 2                 | 0                 |
| Összesen          | 7                 | 0                 |